# Сидоров, Виктор Алексеевич
Виктор Алексеевич Сидоров (род. 1959) — генерал-майор ВС СССР и ВС РФ, начальник Челябинского высшего танкового командного училища в 2005—2006 годах.

## Биография
Окончил Челябинское танковое училище в 1980 году, служил в Белорусской ССР как командир взвода, позже был командиром 139-й пулеметно-артиллерийской дивизии ДВО. Участник боевых действий в Чечне и Таджикистане.
В марте 2005 года назначен начальником Челябинского танкового училища. Во время пребывания Сидорова в должности разгорелся крупный скандал: в новогоднюю ночь 2006 года был избит рядовой Андрей Сычёв, из-за полученных травм ему пришлось ампутировать обе ноги. Против Сидорова и ещё 11 человек возбудили уголовные дела: Сидорова обвиняли в злоупотреблении должностными полномочиями, поскольку генерал-майор скрывал факт избиения Сычёва, а самого Сидорова официально сместили с поста начальника училища и уволили с военной службы, хотя на февраль 2006 года он продолжал числиться начальником. В октябре 2006 года уголовное дело в отношении Сидорова было прекращено.
Награждён Орденом Мужества и другими государственными и ведомственными наградами